# 身体障害者補助犬法
身体障害者補助犬法（しんたいしょうがいしゃほじょけんほう、平成14年5月29日法律第49号）は、身体障害者の自立および社会参加の促進に関する法律である。
2002年（平成14年）5月29日に公布され、2007年（平成19年）12月に第一次改正を行った。

## 目的
同法第1条に拠れば
身体障害者補助犬を訓練する事業を行う者及び身体障害者補助犬を使用する身体障害者の義務等を定めるとともに、身体障害者が国等が管理する施設、公共交通機関等を利用する場合において身体障害者補助犬を同伴することができるようにするための措置を講ずること等により、身体障害者補助犬の育成及びこれを使用する身体障害者の施設等の利用の円滑化を図り、もって身体障害者の自立及び社会参加の促進に寄与することを目的とする

## 施行
2002年(平成14年)10月1日から施行された。ただし、第2章の規定（介助犬又は聴導犬の訓練に係る部分に限る）については、2003年4月1日から、9条の規定は同年10月1日から施行された。

## 補助犬の定義
身体障害者補助犬とは、盲導犬・介助犬・聴導犬の三種をいう（2条）。附則6条により、「この法律の施行後三年を経過した場合においては、身体障害者補助犬の育成の状況、第四章に規定する施設等における身体障害者補助犬の同伴又は使用の状況その他この法律の施行の状況について検討が加えられ、その結果に基づいて必要な措置が講ぜられるもの」とされている。

## 構成
4章では、施設等における身体障害者補助犬の同伴等について規定されている。7条から11条までは施設等の義務を、12条と13条は身体障害者補助犬を同伴する者の義務について規定する。
- 7条は、国・地方公共団体・独立行政法人・特殊法人は、管理する施設・事業所・事務所・住居において「その管理する施設を身体障害者が利用する場合において身体障害者補助犬（第十二条第一項に規定する表示をしたものに限る。以下この項及び次項並びに次条から第十条までにおいて同じ。）を同伴することを拒んではならない」ことを定める。
- 8条は、公共交通事業者【例・鉄道事業者、バス事業者、タクシー、航空会社】等が、「その管理する旅客施設（高齢者、身体障害者等の公共交通機関を利用した移動の円滑化の促進に関する法律第二条第四項に規定する旅客施設をいう。以下同じ。）及び旅客の運送を行うためその事業の用に供する車両等（車両、自動車、船舶及び航空機をいう。）を身体障害者が利用する場合において身体障害者補助犬を同伴することを拒んではならない」ことを定める。
- 9条は、民間施設に関する規定である。「前二条に定めるもののほか、不特定かつ多数の者が利用する施設【例・スーパーマーケット、デパート、ホテル、レストランなど】を管理する者は、当該施設を身体障害者が利用する場合において身体障害者補助犬を同伴することを拒んではならない」と定める。この条項に限っては、附則1条により、2003年10月1日に施行された。
- 10条は、「事業主（国等を除く。）は、その事業所又は事務所に勤務する身体障害者が当該事業所又は事務所において身体障害者補助犬を使用することを拒まないよう努めなければならない」ことを規定する。
- 11条は、「住宅を管理する者（国等を除く。）は、その管理する住宅に居住する身体障害者が当該住宅において身体障害者補助犬を使用することを拒まないよう努めなければならない」ことを定める。
- 12条は、「この章に規定する施設等（住宅を除く。）の利用等を行う場合において身体障害者補助犬を同伴し、又は使用する身体障害者は、厚生労働省令で定めるところにより、その身体障害者補助犬に、その者のために訓練された身体障害者補助犬である旨を明らかにするための表示をしなければなら」ず、また、「この章に規定する施設等の利用等を行う場合において身体障害者補助犬を同伴し、又は使用する身体障害者は、その身体障害者補助犬が公衆衛生上の危害を生じさせるおそれがない旨を明らかにするため必要な厚生労働省令で定める書類を所持し、関係者の請求があるときは、これを提示しなければならない」ことを定める。
- 13条は、「この章に規定する施設等の利用等を行う場合において身体障害者補助犬を同伴し、又は使用する身体障害者は、その身体障害者補助犬が他人に迷惑を及ぼすことがないようその行動を十分管理しなければならない」ことを定める。

## 一部改正
平成19年12月に身体障害者補助犬法の一部改正が行われた。
相談窓口の設置
都道府県・政令市・中核市は、補助犬使用者又は受入側施設の管理者等から苦情や相談の申し出を受けたときは、必要な助言、指導等を行うほか、関係行政機関の紹介を行う。（平成20年4月1日施行）
事業所又は事務所における身体障害者補助犬の使用の義務化
一定規模以上の民間企業は、勤務する身体障害者が補助犬を使用することを拒んではならない。ただし、補助犬の使用により事業の遂行に著しい支障を及ぼすおそれがある場合やその他のやむを得ない事由がある場合は、この限りではない。（平成20年10月1日施行）

## 施行後の状況と問題
補助犬の取り扱いは様々な問題を抱えている。

### 盲導犬入店拒否

#### 日本初の事例
2003年10月4日午後2時ごろ、若狭路博2003において、「人権啓発フェスティバル」補助犬啓発イベントに参加するため視覚障害者が盲導犬を連れて会場に入場しようとした所、スタッフに止められ数分後にやっと会場入りした。その後レストランに入ろうとしたところ入店を拒否されてしまった。補助犬受け入れを義務付ける「身体障害者補助犬法」施行直後の出来事であった。その後、福井県と小浜市の職員が視覚障害者の男性に謝罪した。
2008年11月に兵庫県が実施した、身体障害者を対象とした職員採用試験で、女性受験者の一人が、介助犬同伴での受験を希望したのに対し、「犬アレルギーの受験者に配慮した」などの理由で、同伴を拒否した事例
2010年7月にバス運転手が盲導犬を連れた女性の乗車を拒否した事例等、補助犬と受け入れ団体とのトラブルの報道がされている。

## 補助犬別実働頭数
- 盲導犬：1,067頭
- 介助犬：62頭
- 聴導犬：19頭
- 計1,139頭